# زیپ

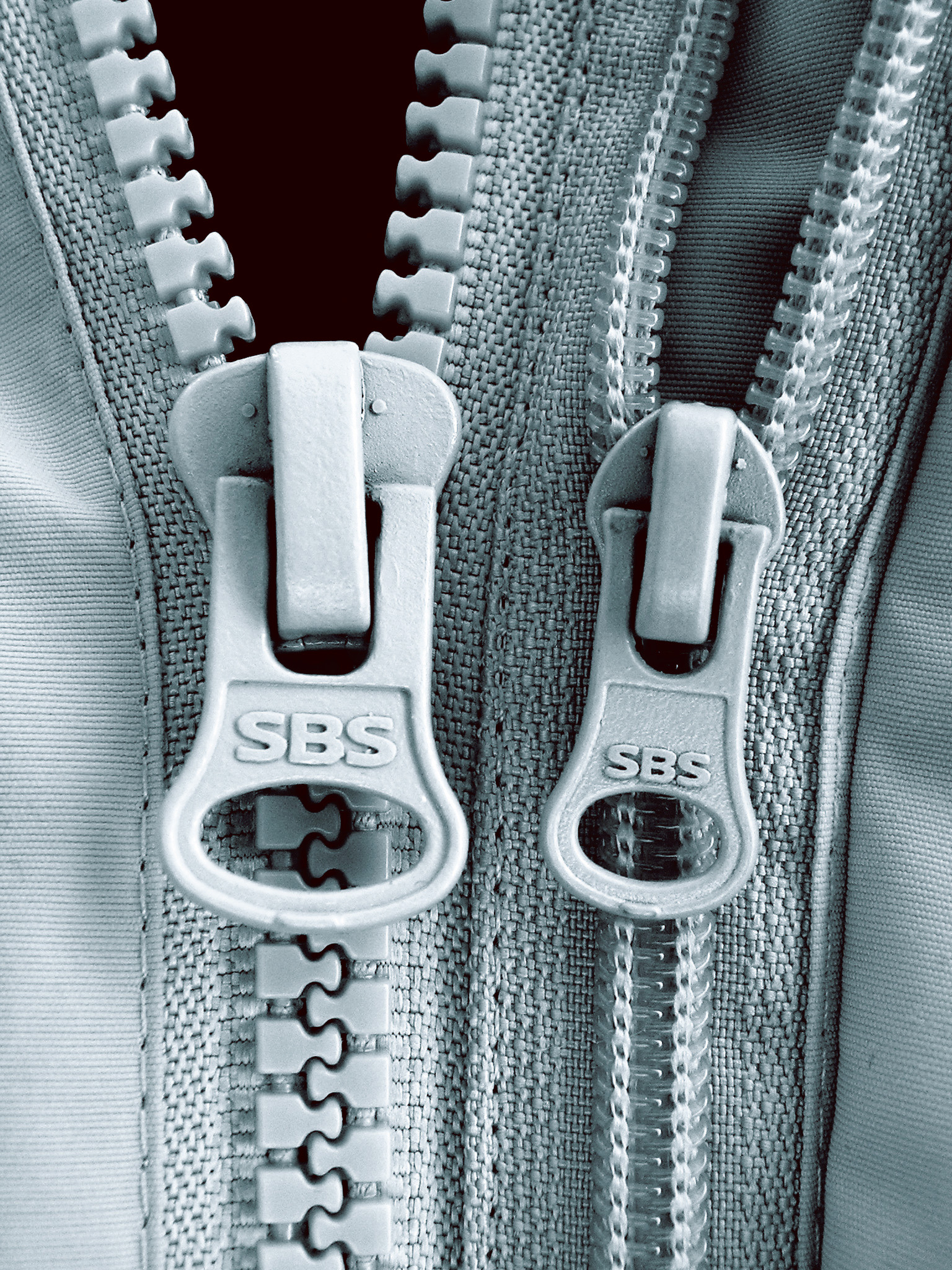
زیپ‌هایی ساخته‌شده از پلاستیک و نایلون.

زیپ (به انگلیسی: zip) وسیله‌ای است که دو لبه پارچه را به‌طور موقت بهم متصل می‌کند و نگاه می‌دارد.
از زیپ در خیاطی، تولید چمدان، کیسه سازی، لوازم ورزشی، چادرهای سفری، کیسه‌های خواب و خیلی وسائل دیگر استفاده می‌شود.
زیپ پیوند موقتی میان لبه‌های دو قطعه پارچه برقرار می‌کند. زیپ در لباس‌ها، کیف‌ها و سایر چیزهایی که از پارچه درست می‌شوند کاربرد فراوانی دارد. اولین زیپ به سبک امروزی در سال ۱۹۱۳ میلادی به ثبت رسانده شد. در ابتدا همهٔ زیپ‌ها دندانه‌های فلزی داشتند. بیشتر زیپ‌های جدید دندانه‌های محکم پلاستیکی دارند.
یک زیپ تشکیل شده‌است از دو نوار پارچه‌ای که به هر کدام یک سری دنده‌های ریز زیپ (به‌صورت نر و ماده) وصل شده‌است، این دندانه‌های ریز عموماً از جنس پلاستیک یا فلز می‌باشند.
زیپ دو ردیف دندانهٔ کوچک دارد که هر ردیف در یک طرف دو لبه‌ای که باید به هم متصل شوند قرار می‌گیرد. یک وسیلهٔ کشویی، با لغزیدن در یک جهت، دندانه‌های زیپ را در هم قفل می‌کند و با لغزیدن در جهت دیگر، آن‌ها را از هم می‌گشاید.

## نگارخانه

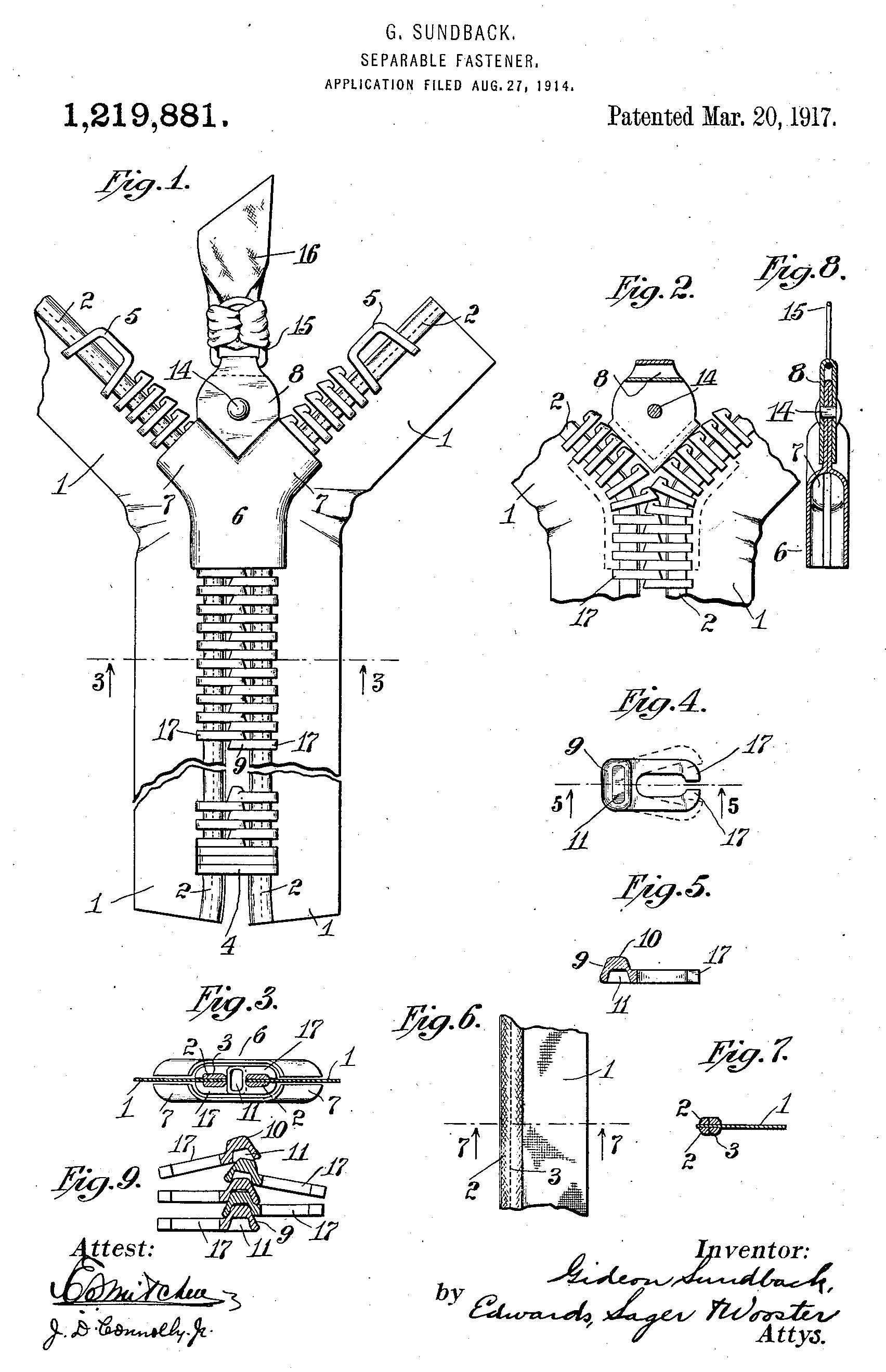
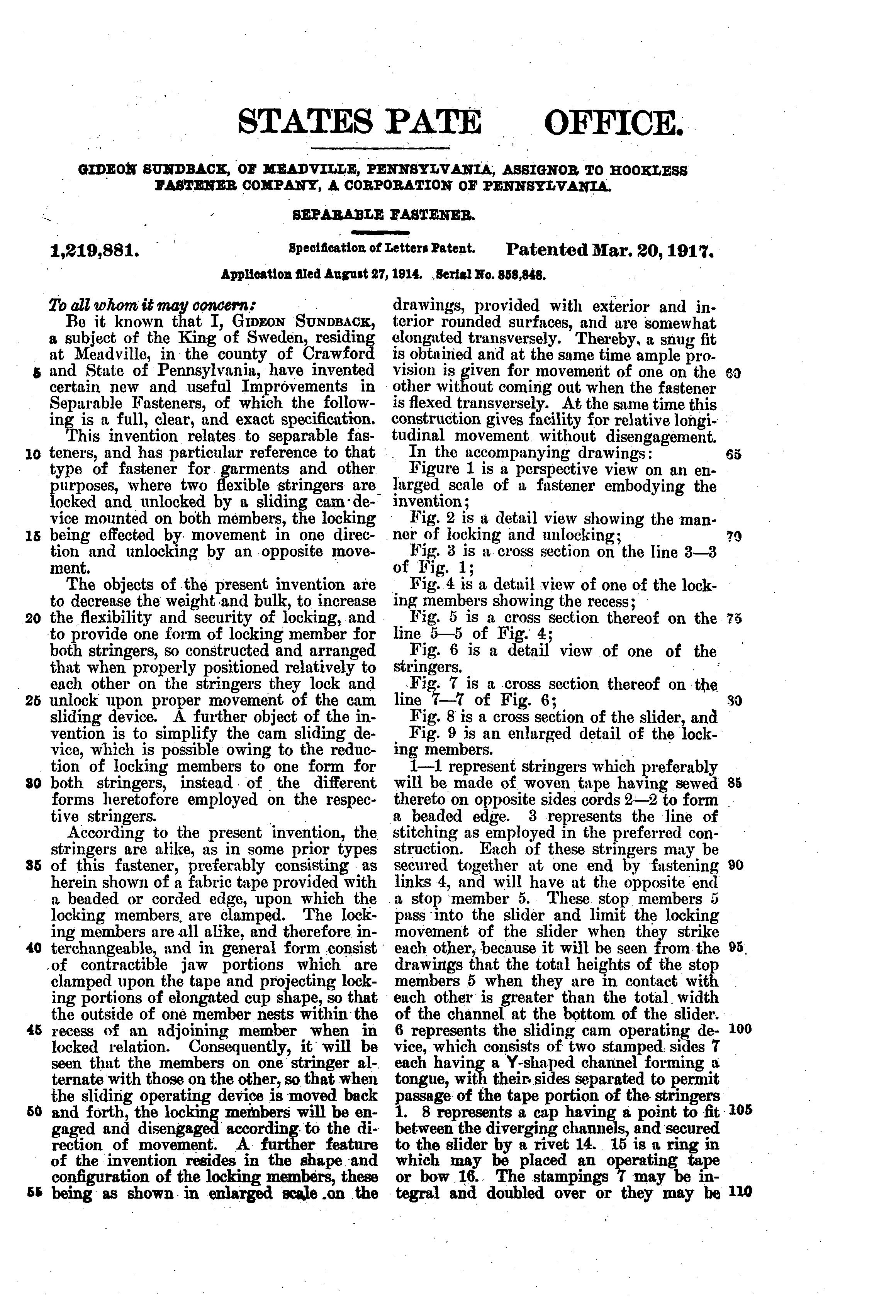
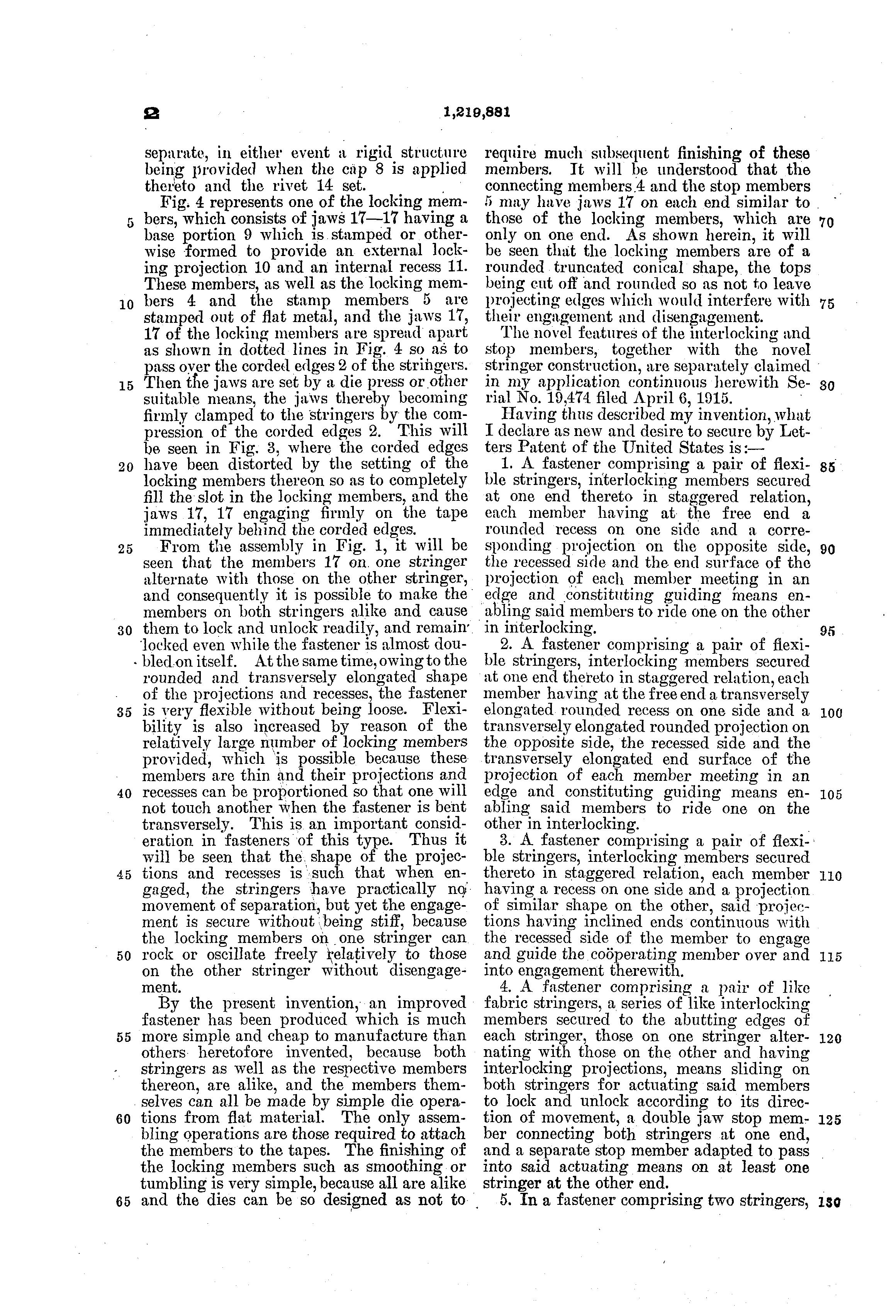
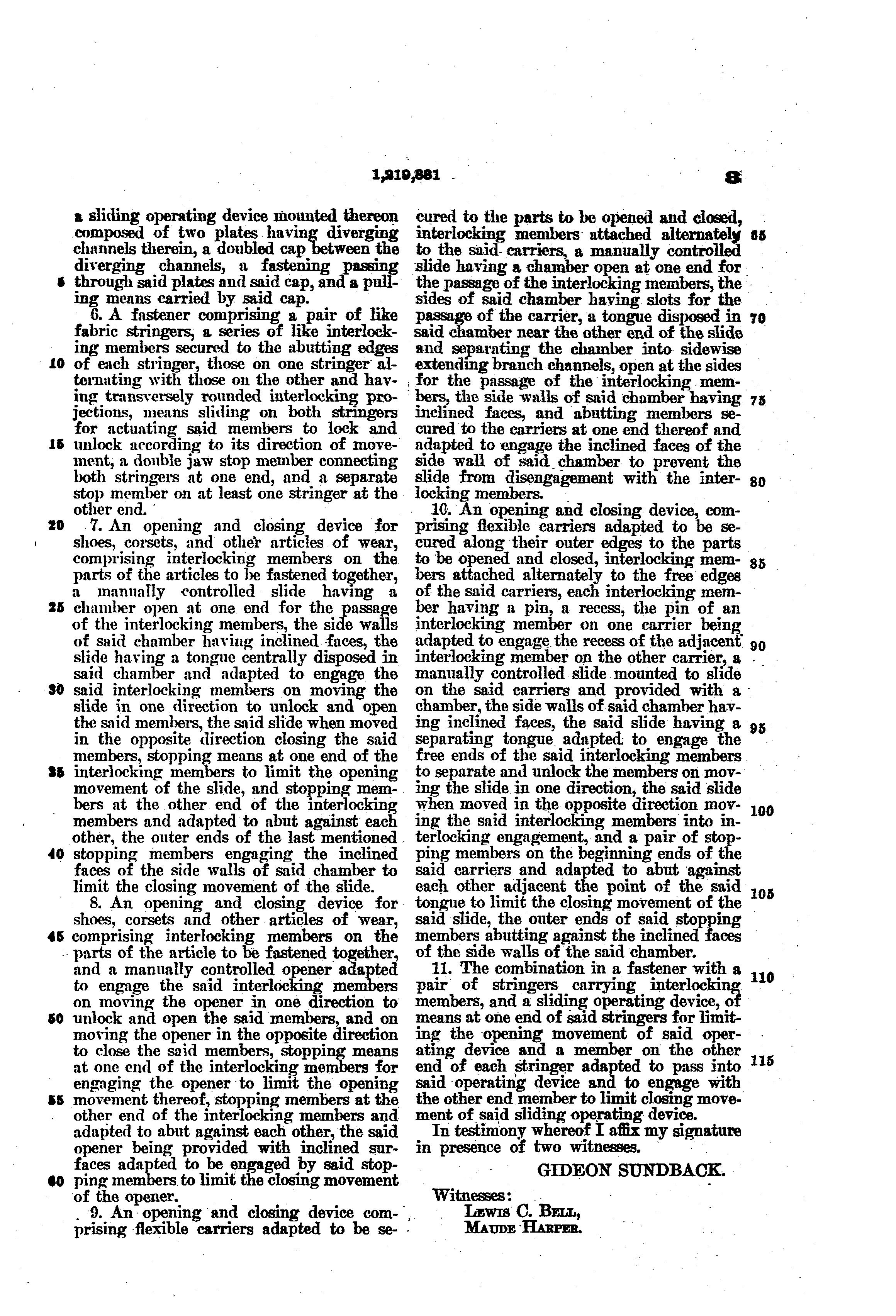
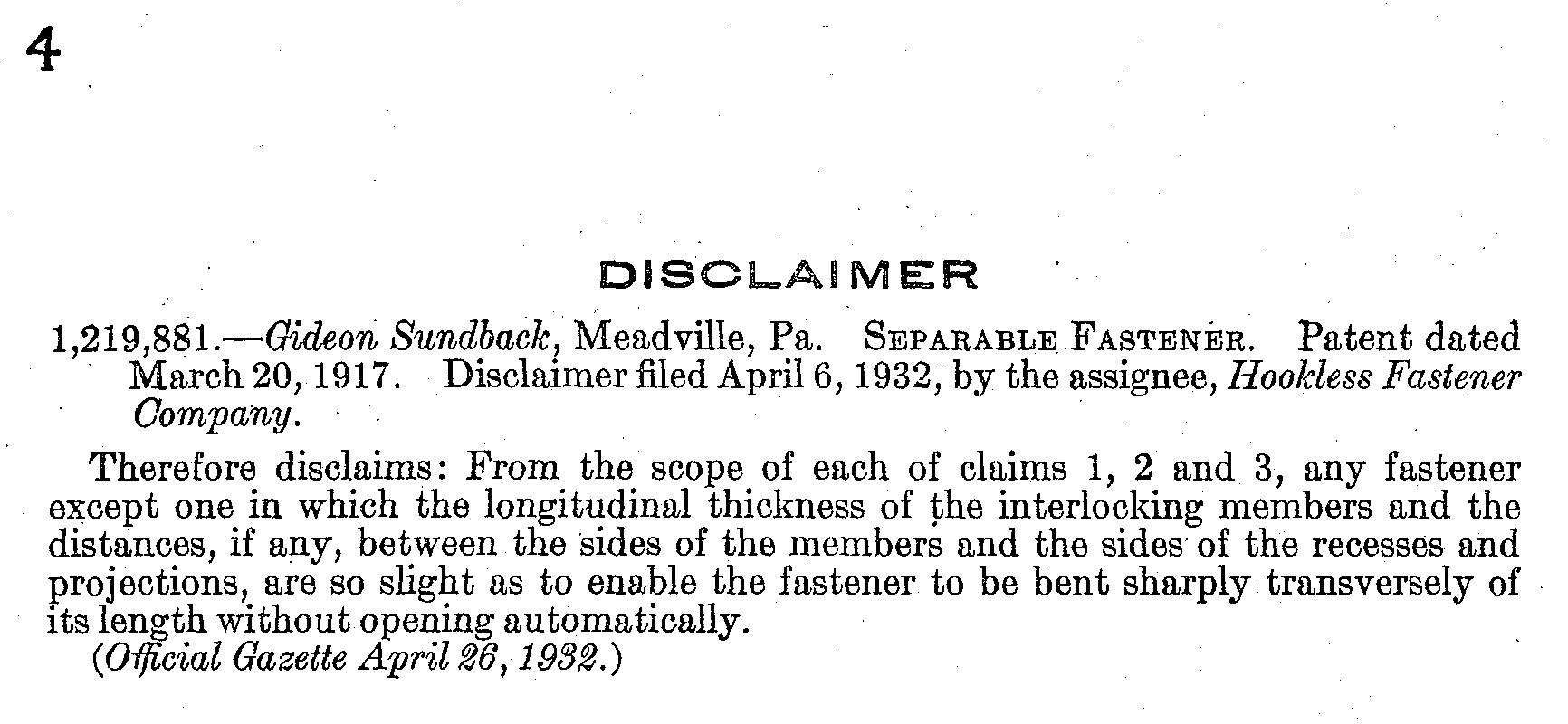